# Суперневістка
«Суперневі́стка» (узб. Super kelinchak) —  узбецький художній фільм  2008 року в жанрах кінокомедія і мелодрама. Режисер —  Бахром Якубов. Дії у фільмі відбуваються в теперішньому часі, тобто вони приблизно відповідають часу його створення.
Етимологія назви super kelinchak (вимовляється «супер келінчак»): англ. super — чудовий; узб. kelinchak — невістонька (диминутив слова  kelin — наречена [для нареченого]; невістка або дружина сина по відношенню до його батьків та інших родичів).
|                           | У фільмі розкривається вся краса узбецьких національних традицій, і в наш сучасний вік збереглися в побуті і сімейних відносинах. |
| — Офіційний сайт фільму . | |

## Сюжет
Двоє молодих людей, Діана і Сардор, закохуються й вирішують одружитися. Їхні батьки рішуче проти цього союзу через різні  національні й  культурні особливості майбутнього подружжя: Сардор з традиційної узбецької сім'ї, а сім'я Діани такою не є. Всупереч думці батьків молоді справляють весілля й Діана переходить жити в будинок чоловіка, де вона є невісткою для його батьків. Щоб догодити своїй свекрусі — Мунір-опа, яку вона ласкаво називає «мамочка» — Діана досить успішно навчається культури та кухні  узбецького народу завдяки знанням, здобутим в Інтернеті, але на шляху до сімейного щастя з'являються нові перешкоди.

## Творці
Порядок приведений відповідно до титрів. 

### У ролях
- Діана Ягофарова — Діана (суперневістка [на іл.])
- Адіз Раджабов — Сардор (чоловік Діани)
- Саїда Раметова — Муніра-опа (свекруха Діани)
- Мурад Раджабов — Алішер-ака (свекор Діани)
- Назім Туляходжаев — Карен[3] (тато Діани)
- Єлизавета Карали — Клара (мама Діани)
- Санджар Шодієв — Ільхом (друг Сардора)
- Гульчехра Насирова — Севари-опа (мама першої дівчини Сандора)
- Дільноза Махмудова — Гульчехра (перша дівчина Сандора)

 Примітка: імена Карена і Клари не згадані у фільмі.

### В епізодах
Зухра Солієв — сусідка Муніра-опа, емоційно плескають у долоні глядачка на конкурсі «Суперневестка»
Караматов Ісамова • Діларам Сафаева • 
Мірвахід ЗАХІД • 
Ріхсівой Алієв • 
Алішер Атабаев • 
Зіеда Мадрахімова • 
Зульфія Хамраева • 
Мехрі Бекджанова • 
Олександр Бекджанов • 
Анна Насимова • 
Саідмалік Кадиров • 
Азамат Алієв • 
Хуса Максудов • 
Даврон Мухітдінов • 
Лазіз Саматов • 
Шерзод Мамадаліев • 
Поліна Бєлова • 
Оксана Розумна • 
Настя Кочкіна • 
Євгена Кондратьєва • 
Айбек Алімов • 
Дурдона Рашідходжаева • 
Роман Іванов • 
Машхура Ергашева • 
Лазізбек Арзіев • 
Гюзаль Халікова • 
Тахира Саттарова • 
Валерія Скулкова • 
Анна Могільнікова

### Знімальна група та інші учасники
- Продюсер — Наргиза Салом
- Автори  сценарію — Євгена Палехова і  Бахром Якубов
- Режисер-постановник — Бахром Якубов
- Оператор-постановник — Умід Маліков
- Художник-постановник — Бектош Раджабов
- Директор фільму — Хотам Хамраєв
- Композитор — Убайдулла Карімов
- Режисер монтаж а — Наргиза Салом
- Гример — Катерина Серякова
- Другий режисер — Тамара Моїсеєва
- Помічник оператора — Зафар Іманджонов
- Костюмер — Ірісхонім Хайтметова
- Художник по світлу — Зафар Міргуламов
- Режисер  дубляжу — Елдош Абдукарімов. У деяких сценах використовується оригінальний закадровий переклад з російської мови на узбецьку.
- Звукорежисер и — Анвар Файз і Камоліддін Рахімов
- Редактор — Міртохір Міргуламов
- Виконавці  пісень до фільму: Зіеда — «Супер келінчак» і Сардор Рахімхон — «Назар-назар»

Закадровий переклад на російську мову здійснений на замовлення компанії  ТОВ «Камер-Тон-Медіа» Назва компанії озвучено диктором російського перекладу і зазначено на обкладинці DVD-диска.

### Учасники, що зробили сприяння фільму
- «Uz Bowling» — боулінг овий клуб[4][5]
- «SIHAT VA FAROGAT» — лікувально-діагностичний центр[6]
- «NUR» gullari — фірма з оформлення весільних торжеств[7]
- «Akfa-media» — студія[8]
- Державний інститут мистецтв Узбекистану
- Адміністрація Національного парку Узбекистану
- «Oyisha» — салон
- «Fayz» — народний  самодіяльний музичний ансамбль. Керівник — Фахріддін Рустамов.
- Сім'ї: Нігматов-ака Хаітова, Маді Мурадова, Даврона Абдуллаєва
- Спонсори: Ойбек Нарінбаев, Немат Файзієв, Бек Салом

## Національні особливості
Оригінальним мовою, якою розмовляють герої фільму, є узбецька, але іноді вони розмовляють і російською. Діана, наприклад, вільно володіє обома мовами і розмовляє російською без  акценту. А деякі герої, такі як подруги і батьки Діани, говорять тільки російською мовою. Це пов'язано з тим, що раніше Узбекистан входив до складу СРСР і нарівні з національною мовою використовувалася російська мова, яка була мовою міжнаціонального спілкування, що залишилася нею й понині.
У фільмі показано, що в традиційних узбецьких родинах прийнято звернення на «Ви»: молодшого за віком до старшого, і жінки до чоловіка. Наприклад, так звертаються: Сардор до своїх батьків, Діана до чоловіка і його батькам, Муніра-опа до чоловіка.
У сценах фільму видно, що для вживання напоїв застосовуються  піали, що є традиційною посудом для пиття на Сході. Одну з піал тато Сардора в гніві розбив об двері, кинувши в сторону сина, коли дізнався на кому той хоче одружитися.
Традиційні музичні інструменти: на узбецької весіллі Діани використовується ударний інструмент у вигляді  бубна — дойра, а на конкурсі «Суперневістка» — довгий за розмірами мідний духовий інструмент Карнал, два барабана  нагора і дерев'яний духовий музичний інструмент  сурнай.
Як головний убір Діана використовує три різні  тюбетейки.
Після офіційного  одруження Діани в класичному для сучасного світу білому  весільній сукні, в будинку чоловіка відбувається обряд  узбецької весілля вже у відповідному національному весільному костюмі.

### Виголошені слова
Терміни в списку наведено в хронологічному порядку. 
- Махалля — сусідська  община в Узбекистані, що є  представницьким органом місцевого самоврядування[12].
- Нарин (домашня локшина), схоже на який вироби з  тіста готували разом Діана і Муніра-опа.
- Келін-салом (узб. kelin — невістка; salom — привітання, уклін) — післявесільний обряд в будинку чоловіка, що включає в себе уклін: привітання невісткою свекра і свекрухи на наступний ранок після  першої шлюбної ночі[13], а також гостей в перші дні шлюбу (зазвичай 1-го — 3-х)[14]. Таким поклоном Діана обдаровувала Ільхома — друга свого чоловіка, який приїхав до них у гості, щоб «подарувати» молодятам програний Сардору на спір автомобіль.
- Куйлік (Куйлюкскій базар) — ринок на околиці Ташкента[15], на якому подруга Діани пропонує їй придбати картопля, так там його вартість досить оптимальна для покупців, на що Діана здивовано відповідає:

На Куйліке? Та ти з глузду з'їхала, у мене зовсім часу немає! Та он, - Алайський «під боком». Я ще вранці повинна була «базар зробити» — продукти додому принести.

- Алайський (базар) — ринок в Ташкент е[16], де Діана і її свекруха купували картоплю. Тут слід відзначити особливість, яка показана в цій сцені, що на східних базарах прийнято торгуватися[17], як це з успіхом і робить Діана нарівні зі своєю дослідної свекрухою.
- Сум — узбецька валюта.
- Казан — посуд для приготування їжі.
- Шурпа (вид суп а) і дімлама — страви узбецької кухні[18][19]. Продавець на Алайському ринку запевняв Муніра-опа в хорошій якості товару, що його картоплю можна використовувати для приготування цих страв.
- Арбакеш — візник[20], водій  гарби. Це слово виголосив водій таксі, який доставив Муніра-опа з продуктами від ринку до її будинку, так як був обурений розміром оплати послуги:

Що я вам - арбакеш чи що?

- Тандир — піч, в якій Діана навчалася готувати хліб у вигляді коржів. Такий хліб називається тандир нон (тандирний хліб). 
 У фільмі показано, як її свекруха робить ці коржики, використовуючи спеціальну товкачку-штамп, за допомогою якої приминається центр коржа для надання йому характерної форми, а також таким чином може додатково наноситися рельєфний малюнок у вигляді дірочок. Тут ще варто відзначити, як це й наочно показано, що коржі на Сході не ріжуть ножем, а ламають (рвуть) руками — так прийнято за традицією[21].
- Самса — пиріжки з м'ясом. Алішер-ака просив свою дружину навчити невістку пекти самсу, хоча до цього Діана приносила їм пиріжки на обід, зовні дуже схожі на цю страву й приготовані нею у своїх батьків. У разі правильності припущення, це говорить про те, що свекор не знав про вміння Діани пекти її. Мабуть, тут малося на увазі те, що він просив навчити Діану пекти самсу саме в тандирі.
- Себзар — квартал і вулиця в Ташкенті[22], невістки з якого брали участь в конкурсі «Супер келінчак». Також в цьому районі міста знаходиться будинок, в якому проживає режисер цього фільму Бахром Якубов[23].
- Плов  ( на іл.). Два його види, Самаркандський і Ферганський, готували учасниці конкурсу в казанах.

### Написані по-узбецьки слова
- Пазандалік сірларі / Кулінарні секрети — назва книги.
- Тортлар ва шірінліклар / Торти та солодощі — назва книги.
- Назорат торозі / Контрольні ваги — табличка на ринку.
- Sabzavotlar rastasi / Овочевий ряд — вивіска над торговим рядом на ринку.
- Кўрік танлові / Конкурс — плакат конкурсу «Супер келінчак».
- Фарзандларі соғлом юрт кудратлі бўлур / Міць країни в здоровому поколінні — вивіска над майданчиком, де невістки готували плов (частина вивіски див.  на іл.) ' '.

Як можна помітити, писемність в Узбекистані використовує  кириличний та  латинський алфавіти, попри те, що офіційно використовуваним алфавітом, починаючи з 1993 року, є латинський. Навіть лист Сардору Діана пише на кирилиці.

## Місця зйомок
Зйомки гри в боулінг та деяких інших сцен проходили у клубі «Uz Bowling» в Ташкенті .
Сардор, після того як він вигнав своїх друзів з боулінгового клубу за гру на гроші, проходив недалеко від Дитячої музичної школи № 18, вказівна табличка якій показана в кадрі.
Сцена покладання квітів, відразу ж після одруження Діана і Сардора, проходила у  меморіального комплексу «Мужність» в Ташкенті, присвячений подвигу людей, повністю відновили місто за 3,5 року після найсильнішого  Ташкентського землетрусу . Букети квітів традиційно прийнято покладати молодятами на один з його елементів — годинник у вигляді куба, що показують час початку землетрусу.
Діана і Сардор проходили прийом у лікаря в лікувально-діагностичному центрі «SIHAT VA FAROGAT». Туди ж Сардор відвіз Діану, коли в неї погіршилося самопочуття.

## Цікаві факти
- У сценах цього фільму зустрічаються показ або згадування деяких  товарних знаків — так званий продакт-плейсмент.

### Автомобілі
Сардор дав покористуватися своєю машиною Daewoo Nexia знайомим хлопцям, для здійснення інсценування приставання до Діани.
Номера автомобілів Сардора і Ільхома зареєстровані в місті Ташкенті (код 30), а номер машини Діани — в  Ташкентської області (код 11).

#### Порушення правил дорожнього руху
У сцені, де Ільхом намагається «спіймати» на зупинці якусь мимо проїжджаючу машину щоб його підвезли, водій, який зупинився на його прохання, розмовляв по мобільному телефону, що заборонено з 1 січня 2007 року Постановою Кабінету міністрів Республіки Узбекистан № 241 від 21 листопада 2006.
Далі, коли Ільхом їхав в машині, водієм якої була Діана, вони обидва під час водіння не були пристебнуті ременями безпеки, що також забороняється з 1 липня 2007 року Постановою кабінету міністрів Республіки Узбекистан від 6 березня 2007 року . І взагалі, у всіх сценах фільму, де показано водіння автомобіля, ні водій транспортного засобу, ні пасажир — не були пристебнуті ременями.
Тут цікаво відзначити, що в Узбекистані обов'язкове використання ременів безпеки було скасовано ще при Радянському Союзі — з 1985 року і до цієї Постанови.